# Micantulina micantula
Micantulina micantula är en insektsart som först beskrevs av Zetterstedt 1840.  Micantulina micantula ingår i släktet Micantulina och familjen dvärgstritar. Arten är reproducerande i Sverige. Inga underarter finns listade i Catalogue of Life.